# Нурдамучаш
Нурдамучаш — деревня в Звениговском районе Республики Марий Эл. Входит в состав Кужмарского сельского поселения.

## География
Находится в южной части республики Марий Эл на расстоянии приблизительно 22 км по прямой на север-северо-восток от районного центра города Звенигово.

## История
Упоминается с 1859 года как казённая деревня с 29 дворами 194 жителями. В советское время работал колхоз «Йошкар пашаче».

## Население
Население составляло 127 человек (мари 100 %) в 2002 году, 101 в 2010.